# نزار غانم
نزار عبده غانم، هو طبيب، أديب، وأكاديمي يمني يحمل الجنسية السودانية، مهتم بالشأن الفني اليمني، والعلاقات الثقافة بين اليمن والسودان. نزار غانم هو نجل الأديب اليمني محمد عبده غانم، ويشغل منصب أستاذ مشارك للصحة والسلامة المهنية بمدرسة الطب ومدرسة العلوم الصحية ومدرسة الدراسات العليا بجامعة الأحفاد للبنات في أم درمان السودان.

## حياته المهنية
قدم نزار غانم إلي السودان في معية والده الدكتور محمد عبده غانم الذي دعاه البروفسور عبد الله الطيب للعمل أستاذاً بكلية الآداب في جامعة الخرطوم بين الأعوام 1974-1977م، وفي صحبة والدته أيضاً السيدة منيرة ابنة الأديب اليمني محمد علي لقمان.
حصل نزار غانم على بكالوريوس الطب والجراحة من جامعة الخرطوم عام 1984، وعلى الماجستير في الطب المهني من جامعة لندن عام 1989، وحصل على شهادات عليا من جامعات في أمريكا وفي مصر ودرّس في جامعة صنعاء مدة خمسة وعشرين عاماً، وفي السودان ثمانية أعوام، ومارس مهنة الطب في عدن وافتتح فيها عيادة مجانية للمبدعين في الإنتاج الفكري، بعد أن نجتت تجربته الرائدة في ذلك قبل ذلك في صنعاء وفي الشِحر. كما عمل ملحقاً ثقافياً بسفارة اليمن في الخرطوم ثم أستاذا في كلية الأحفاد الجامعية في أم درمان.

## نشاطه الثقافي
السومانية هو مصطلح أشتقه ونظّر له نزار غانم من كلمتي السودان واليمن للسودانيين واليمنيين الذين يجمعون عرقياً بين البلدين أو يحملون جنسية القطرين كما هي حاله هو، فهو سوداني يماني. والدكتور نزار كشأن الكثيرين الذين لم تتمكن مهنة الطب من قتل مواهب الأدب والشعر والموسيقي في نفوسهم، شاعر ربطته صداقات مع كبار شعراء السودان، وله دراسات في علم موسيقى الشعوب. كما أن لنزار غانم بصمة واضحة في المؤلفات البحرينية عن العلاقة المشتبكة لفن الصوت في البحرين والكويت مع هذا الفن في اليمن.

## مؤلفاته المطبوعة
1. جذور الاغنية اليمنية في اعماق الخليج , دمشق 1987م
2. بين صنعاء والخرطوم , بيروت 1989م
3. تداعيات الغربة , دمشق 1991م
4. أغنيات الشاعر اليمني محمد عبده غانم  , بيروت 1993م
5. جسر الوجدان بين اليمن والسودان , دمشق 1994م
6. مصادر دراسة الطب البديل في اليمن , صنعاء 2000م
7. افريقانية اليمن , صنعاء 2007م
8. قيوب المقامية الموسيقية العربية في الغناء الشعبي السوداني 2024م.
9. الوسواس القهري والأداء المهني 2024م.
10. ديوان الأصدقاء 2023م.

## إنجازات أخرى
1. رئيس مجلس أمناء مؤسسة شركاء المستقبل للتنمية (عدن، صنعاء).
2. اعداد برنامج (بين أغنيتين ) , اذاعة صنعاء 1986م
3. انتاج مشترك لاسطوانة (اليمن )  , سلسلة موسيقى الإسلام العالمية 1999 م
4. اعداد ورقة عن الموسيقار الكويتي عبد الله الفرج، مهرجان أيام مؤسسة البابطين الثقافية، الكويت 2002م
5. مؤلف مشارك لفصل الموسيقى في كتاب ( علي محمد لقمان ) , شهاب غانم، دبي 2002م
6. اعداد الموسيقى التصويرية لديوان ( وحشتنا ) للشاعر اليمني عبد الولي الشميري، القاهرة 2003م
7. اعداد المكون الموسيقي بالتقرير العربي الرابع للتنمية الثقافية، مؤسسة الفكر العربي بيروت 2011
8. اعداد ورقة الآصرة الموسيقية بين اليمن والهند، وقائع الندوة حول العلاقات العربية الهندية عبر العصور في التاريخ والفن و الثقافة، أبوظبي  2012م (English)
9. اعداد ورقة طب الفنون الأدائية، المؤتمر الدولي للصحة المهنية، دبي 2013م
10. اعداد برنامج (من ينابيع الموسيقى اليمنية) , اذاعة صوت الخليج قطر 2014م
11. مؤلف مشارك للفصل الثالث من كتاب (العود اليمني ), باريس2013م (French)
12. اعداد ورقة استخدام الفن في محاربة ختان الإناث في اليمن، المؤتمر الدولي لتبادل المعارف حول صحة الفتيات والنساء في السودان، الخرطوم أكتوبر 2015م (English)
13. اعداد ورقة عن الدان الحضرمي، الندوة الدولية حول فن الدان الحضرمي، وزارة الثقافة اليمنية، القاهرة , يوليو 2019م (English)
14. تقديم عدد من الكتب والمؤلفات المنشورة.

## نشاطه الثقافي
1. تنظيم مشترك لأول ندوة علمية للموسيقى اليمنية بصنعاء 1997م
2. تنظيم مشترك لأول مؤتمر عام للمنظمات غير الحكومية بصنعاء 1998م
3. تنظيم  أول ملتقى تشاوري لنشطاء الصحة النفسية بصنعاء 2000م
4. تأسيس أول عيادة مجانية للمبدعين بصنعاء 1992م
5. تقديم محاضرات في مراكز الدراسات الشرقية بالجامعات الأمريكية 1993م و  البريطانية 1994م و النرويجية 1998م و الماليزية 2015م
6. تنظيم مشاركة اليمن الموسيقية بمهرجان رافينا بإيطاليا 1999م و مهرجان
7. الشرق بالسويد 2002م و تنظيم الفقرة الموسيقية بمهرجان المتحف البريطاني  بلندن 2002م
8. تأسيس موقع مفكرة صنعاء الثقافية (www.sanaacalendar.org)2010م
9. دبلوماسي بسفارة اليمن بالسودان 2002- 2006م
10. ضيف بيروت عاصمة دولية للكتاب 2009م و ضيف مكة عاصمة للثقافة الاسلامية 2003م و ضيف المنامة عاصمة للثقافة العربية 2012م و ضيف الخرطوم عاصمة للثقافة العربية 2005م و ضيف عمان عاصمة للثقافة العربية 2002م و ضيف الكويت عاصمة للثقافة العربية 2001م
11. مستشار محلي من مركز الدراسات والبحوث اليمني بصنعاء للباحث الأمريكي فيليب سكايلر واللبناني حبيب يمين ومستشار محلي من المجلس الثقافي البريطاني بصنعاء للباحث البريطاني بيل بادلي
12. مستشار العمل الطوعي، وزير الصحة العامة والسكان، صنعاء 1998م